# Fredskirker
Fredskirkerne (polsk: Kościoły Pokoju, tysk: Friedenskirchen) i Jawor og Świdnica i Nedre Schlesien i Polen, er protestantiske kirker fra det 17. århundrede, opkaldt efter freden i Westfalen i 1648.
Traktaten gav lutheranerne i Schlesien ret til at bygge tre kirker af træ, ler og halm, uden tårne og kirkeklokker, uden for bymurene. Byggetiden var begrænset til et år. Den tredje fredskirke blev opført i Głogów, men brændte ned i 1758. Det ydre af kirkerne er stringente på grund af tidens religiøse krav, mens deres interiør er udsmykket, dekoreret i barokstil. Det indre af Jawor-kirken er dekoreret med 180 malerier, der viser bibelske scener fra Det Gamle- og Det Nye Testamente, mens kirken i Świdnica har apokalyptiske visioner samt et panorama af det omkringliggende område.
Siden 2001 har de to bevarede kirker været opført som UNESCOs verdensarvssteder:
- Fredskirken i Świdnica
- Fredskirken i Jawor[2]

## Historie
På trods af de fysiske og politiske begrænsninger blev kirkerne de største religiøse bindingsværksbygninger i Europa, på grund af banebrydende byggeri og arkitektoniske løsninger.
Kirken i Jawor, dedikeret til Helligånden er 43,5 meter lang, 14 meter bred og 15,7 høj og har plads til på 5.500 mennesker. Den blev bygget af arkitekten Albrecht von Saebisch (1610-1688) fra Wroclaw (dengang tyske Breslau ) og stod færdig på et år i 1655. De 200 malerier inde i kirken ved blev skabt af Georg Flegel i 1671-1681. Det udsmykkede alter, af Martin Schneider, dateres til 1672, det originale orgel af J. Hoferichter fra Legnica (dengang tyske Liegnitz) fra 1664 blev erstattet i 1855-1856 af Adolf Alexander Lummert.
På den tid havde byen været en del af det protestantiske flertal i kongeriget Preussen i omkring et århundrede. Yderligere 100 år senere, i 1945, blev byen igen, som et resultat af Potsdam-aftalen,en del af Polen. Selvom de fleste af de protestantiske kirker, der blev overtaget af Polen i 1945, blev katolske, tjener de to fredskirker stadig deres lutherske sogne.

Den lignende kirke, der blev opført i Głogów (dengang tyske Glogau ) brændte ned i 1758, men den i Świdnica, dedikeret til den hellige treenighed, overlevede ligesom den i Jawor. Begge blev restaureret af et polsk-tysk samarbejde og anerkendt som verdensarv af UNESCO i 2001.
- De tre fredskirker (omkring 1750)
- Glogau (Głogów)
- Jauer (Jawor)
- Schweidnitz (Świdnica)

## Galleri

### Świdnica
- Hovedalter

- Orgel
- Hovedalter